# Wolfgang Heribert von Dalberg
Wolfgang Heribert von Dalberg (Worms-Herrnsheim, 18 novembre 1750 – Mannheim, 27 settembre 1806) è stato un politico, direttore teatrale e letterato tedesco, fu ministro dapprima del Palatinato e successivamente del Margraviato del Baden, ma acquistò rinomanza soprattutto come direttore del Teatro di corte di Mannheim.

## Biografia

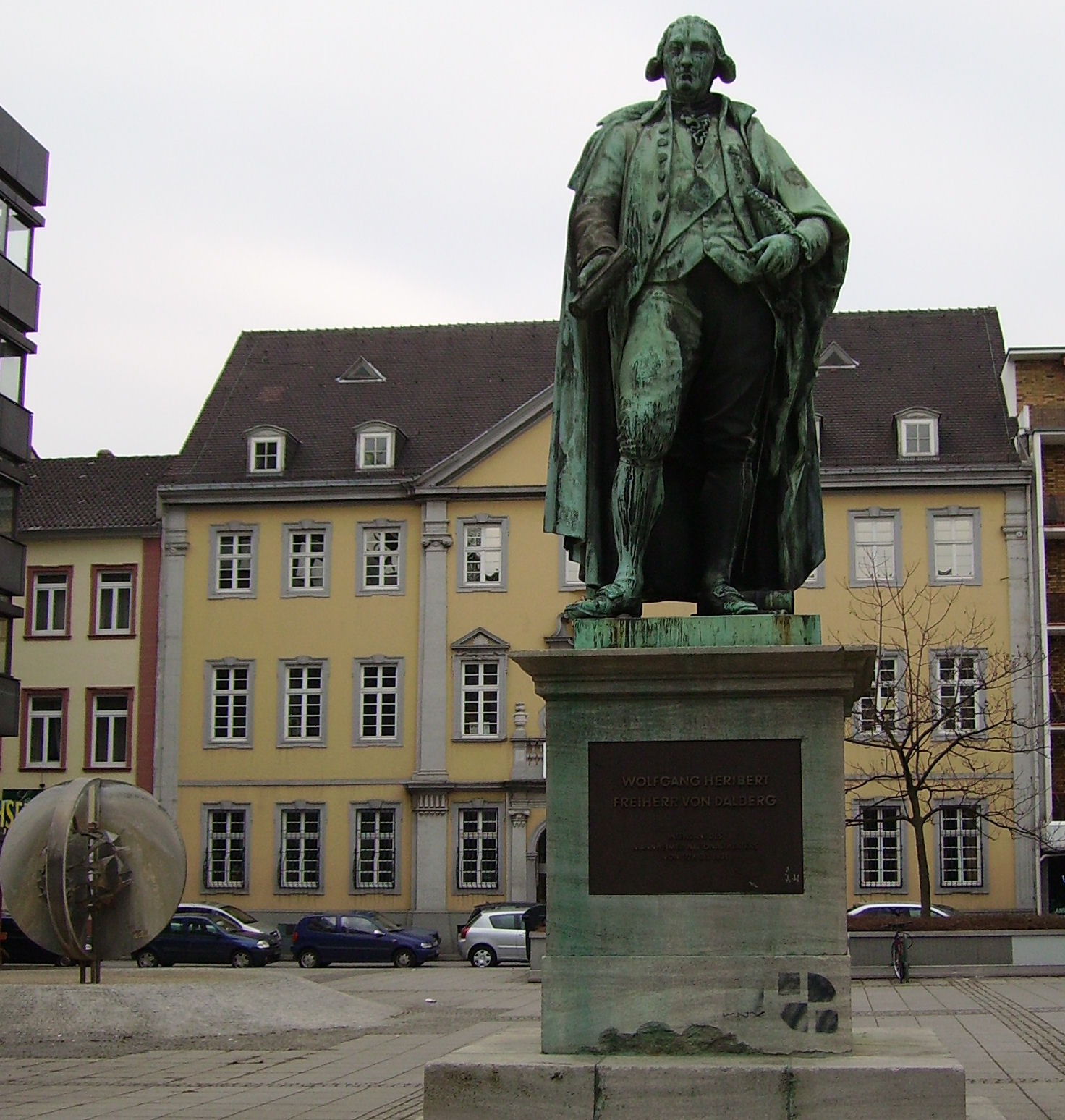
Mannheim, Monumento a Wolfgang Heribert von Dalberg

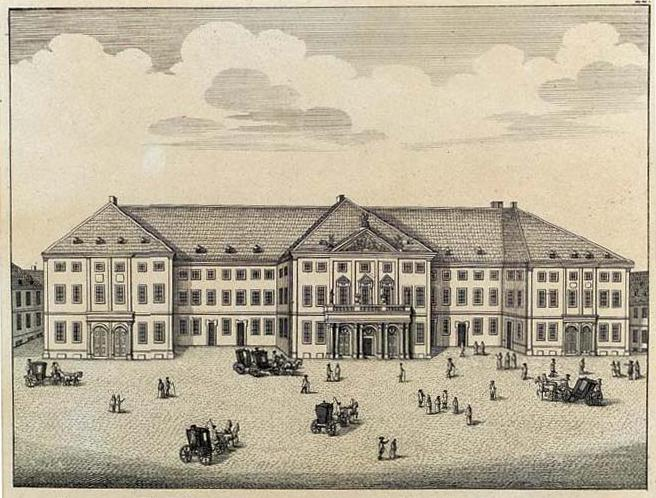
Il Teatro di corte di Mannheim (incisione dei fratelli Klauber, 1782)

Wolfgang Heribert Tobias Otto Maria Johann Nepomuk von Dalberg apparteneva alla famiglia Dalberg, una antica famiglia patrizia di Magonza, città residenza di un principe elettore ecclesiastico. Figlio del barone Franz Heinrich von Dalberg (1716-1776) e di Maria Sophie Anna Freiin von Eltz-Kempenich (1722-1763), ebbe un importante ruolo politico e culturale al pari dei suoi familiari: suo fratello Karl Theodor fu principe-arcivescovo di Magonza, mentre il fratello Friedrich Hugo fu letterato e musicista e la sorella Marianne fu coreggente della Contea di Hohengeroldseck. Suo figlio Emmerich Joseph (1773-1833) diverrà un diplomatico francese, la cui unica figlia Marie Louise Pelina von Dalberg sposerà Ferdinand Dalberg-Acton.
Wolfgang Heribert ricoprì numerosi incarichi pubblici nel Palatinato Renano. Dopo che nel 1778 il principe elettore del Reno Carlo Teodoro divenne anche elettore di Baviera e spostò quindi la propria residenza da Mannheim a Monaco, Wolfgang Heribert fece presente al ministro delle finanze bavarese von Hompesch la necessità di finanziare le istituzioni culturali di Mannheim per evitarne il declino e ottenne finanziamenti per il Teatro di corte di Mannheim di cui fu nominato direttore. Fu egli stesso autore teatrale e diede un grande contributo all'evoluzione del teatro tedesco verso la formazione di compagnie stabili. Chiamò a Mannheim artisti come Iffland, Schröder e Brandes, ma soprattutto diede fiducia a Friedrich Schiller il quale poté mettere in scena a Mannheim i suoi primi drammi. Negli ultimi anni manifestò segni di decadimento cognitivo tanto che nel 1803 fu rimosso dalla direzione del teatro.

## Opere

### Opere originali
- Walwais und Adelaide, Mannheim, Schwan, 1778. ( Google books, Walwais und Adelaide, in fünf Aufzügen.)
- Der weibliche Ehescheue, 1780.[6] ( Google books, Der weibliche Ehescheue: ein Schauspiel in zwey Aufzügen.)
- Cora, Ein musikalisch Drama, Mannheim, Schwan, 1780.[7]
- Electra, libretto per Christian Cannabich, settembre 1781.[8]
- Das Weibergelübde, 1787.[9]
- Dilara. Ein Singspiel in zwey Aufzügen, 1798, da Carlo Gozzi, libretto per il compositore Peter Ritter.
- Die eheliche Probe.[10]
- Die eheliche Vergeltung.[11]
- Die eheliche Versöhnung.[12]

### Traduzioni
- Giulio Cesare di William Shakespeare, 1785.[13]
- Timone d'Atene, di William Shakespeare, 1789.[14]
- I fratelli di Richard Cumberland, Mannheim, Schwan, 1785.[15]
- The Carmelite di Richard Cumberland, Leipzig, Erschien bei Decker, 1787[16] ( Google books, Der Mönch vom Carmel, ein dramatisches Gedicht.)
- Oroonoko: una tragedia di Thomas Southerne, Mannheim, Schwan, 1786[17] ( Google books, Oronooko: ein Trauerspiel in fünf Aufzügen.)
- Montesquieu a Marsiglia di Louis-Sébastien Mercier.[18]
- I falsi galantuomini ossia Il duca di Borgogna di Camillo Federici, 1796.[19]